# 298762 Sarahgallagher
298762 Sarahgallagher è un asteroide della fascia principale. Scoperto nel 2004, presenta un'orbita caratterizzata da un semiasse maggiore pari a 2,1416732 au e da un'eccentricità di 0,0854432, inclinata di 2,23388° rispetto all'eclittica.